# Sameiro
Sameiro ist eine Gemeinde (Freguesia) im portugiesischen Kreis Manteigas. In ihr leben 274 Einwohner (Stand 19. April 2021).